# Fronteira Camarões–República do Congo
A fronteira entre Camarões e a Congo Brazzaville é uma linha quase retilínea que no sul de Camarões que separa o país do noroeste do Congo. Segue nas proximidades do Paralelo  2º 30' desde a tríplice fronteira Congo-Camarões-Gabão até, no extremo leste da fronteira, seguir os cursos dos rios Ngoko e Sangha, chegando a outra fronteira tripla, a dos dois países com a República Centro-Africana. Passa nas proximidades de Ovesso (Camarões) e separa a Região Leste dos Camarões da região Sangha da República do Congo.
A antiga colônia alemã dos Camarões foi tomada na Primeira Grande Guerra pelos britânicos e franceses. Foi administrada conjuntamente por França e Reino Unido até à sua independência em 1960. O Congo Francês foi colônia francesa desde 1891 e obteve a independência em 1958. Esse eventos marcam a definição da fronteira. 